# Летонмяки, Мария Эммануиловна
Мария-Алина Эммануиловна Летонмяки (фин. Maria (Maikki) Alina Letonmäki, Мария (Майкки)
Алина Летонмяки, в девичестве — Куркела (фин. Kurkela), 2 ноября 1885, Кеуруу — 15 ноября 1937, Петрозаводск) — финская революционерка, член СДПФ и Красной гвардии.

## Биография
Родилась в крестьянской семье. В 1906 г. вступила в СДПФ. В 1910 г. вышла замуж за Лаури Летонмяки.
Во время гражданской войны служила в Красной гвардии. После поражения «красных финнов» вместе с мужем бежала в Советскую Россию. Член КПФ, с 1918 года — член ВКП(б). В 1918—1923 годах работала в секции КПФ в Ленинграде.
С 1924 года в Петрозаводске, воспитатель в детских садах. С 1931 года персональная пенсионерка.
Арестована 2 июля 1937 года по обвинению в контрреволюционной националистической деятельности. Исключена из ВКП (б) решением партийной организации издательства «Кирья» как «враг народа» 2 июля 1937 года. Осуждена Особой тройкой НКВД Карельской АССР 11 ноября 1937 года по статье 58-10-11 УК РСФСР за «контрреволюционную деятельность».
Расстреляна 15 ноября 1937 года в окрестностях Петрозаводска. Реабилитирована 9 августа 1956 года Военным трибуналом Северного военного округа.

## Семья
Муж — Лаури Летонмяки. Дочери — Мирья Лауровна (1911 г.р.) и Инкери Лауровна (1915 г.р.).